# Hide-A-Way Lake
Hide-A-Way Lake es un lugar designado por el censo ubicado en el condado de Pearl River en el estado estadounidense de Misisipi. En el año 2010 tenía una población de 1,859 habitantes.

## Geografía
Hide-A-Way Lake se encuentra ubicado en las coordenadas 30°34′19.96″N 89°38′40.97″O / 30.5722111, -89.6447139.